# Pierre-Albert Chapuisat
Pour les articles homonymes, voir Chapuisat.
Pierre-Albert Chapuisat, appelé également Gabet Chapuisat, mais surnommé Gabet est un joueur et entraîneur de football suisse né le 5 avril 1948 à Lausanne. Son fils est le joueur de football Stéphane Chapuisat.

## Biographie

### Carrière de joueur
Pierre-Albert Chapuisat est né le 5 avril 1948 à Lausanne, il commence le football au Lausanne-Sport. En 1967, il inscrit à 19 ans un but contre le FC Sion en demi-finale de Coupe de Suisse. La finale se joue le 15 mai 1967 contre le FC Bâle et le match est interrompu et perdu 3-0 par forfait car les joueurs de Lausanne ont fait la grève après une décision litigieuse de l'arbitre. 
Lors de la saison 1972-1973, il joue pour le Paris FC, mais revient à Lausanne après cette saison. Pierre-Albert appelé couramment Gabet quitte de nouveau Lausanne en 1976, connu pour son caractère coléreux il avait des problèmes avec d'autres joueurs. Il rejoint le FC Zurich le champion de Suisse en titre, il participe donc à l'épopée européenne du club en Coupe des clubs champions européens, où le FC Zurich atteint la demi-finale, éliminé par le futur vainqueur de l'épreuve, le FC Liverpool. Après trois saisons à Zurich il retourne de nouveau au Lausanne-Sport avec qui il gagne en 1981, la finale de la Coupe de Suisse contre le FC Zurich.
À 36 ans, il rejoint le Vevey Sport qui évolue en deuxième division suisse, en 1985 il commet un tacle contre Lucien Favre lors d'un match contre le Servette FC, qui sera qualifié de faute la plus grave du football suisse. La faute sera non sanctionnée par l'arbitre, mais Lucien Favre portera plainte et le tribunal condamnera Chapuisat à verser 5000 francs suisses pour lésions corporelles par négligences.
Il terminera sa carrière de joueur dans un autre club de deuxième division, le FC Renens.

### Carrière d'entraîneur
En 1988, il sera entraîneur-joueur au FC Bulle, en deuxième division, il sera licencié en 1990 à la suite d'un article de journal où il critique son président de club. Il connaîtra ensuite plusieurs stations dans divers clubs suisses, et malgré ses bons résultats sera toujours licencié à cause de son caractère et ses excès de colère.
En mai 2007, il devient entraîneur du FC Sion et devient le 3e entraîneur de la saison en remplacement de Marco Schaellibaum. Il aide le club à atteindre la 3e place de la Super League. Remplacé après les cinq premiers matchs de la saison suivante, il se réengage pour l'ES Malley en juin 2007.
Le 1er avril 2009, il est licencié du club à cause d'incidents envers le corps arbitral lors du match du 28 mars contre le FC Échallens (2-1).
En octobre 2009, il devient entraîneur du FC Le Mont et remplace Diego Sessolo, lanterne rouge de Challenge Ligue.
En juin 2014, après une nouvelle agression envers le corps arbitral, il sera suspendu jusqu'en fin d'année par la fédération suisse de football. En 2015, après un autre licenciement à Bursins-Rolle-Perroy, il arrête définitivement sa carrière d'entraîneur.

## Famille
Le 28 juin 1969 naît Stéphane Chapuisat ; le 17 avril 1972 naît sa fille Carole. 

## Carrière

### Joueur
- 1965 FC Lausanne-Sport junior ( Suisse)
- 1965-1972 FC Lausanne-Sport ( Suisse)[7]
- 1972-1973 Paris FC ( France)
- 1973-1976 FC Lausanne-Sport ( Suisse)
- 1976-1979 FC Zurich ( Suisse)[8]
- 1979-1984 FC Lausanne-Sport ( Suisse)
- 1984-1986 Vevey-Sports ( Suisse)
- 1986-1987 FC Renens ( Suisse)

### Équipe de Suisse
- 34 sélections[9]
- Première sélection : Suisse-Roumanie 0-1, le 14 mai 1969 à Lausanne
- Dernière sélection : Hollande-Suisse 3-0, le 28 mars 1979 à Eindhoven

### Entraîneur
| Saison          | Équipe                     | championnat       | Nb matchs | Note |
| 1987-1988       | Espoirs du Lausanne Sports |                   |           |      |
| 1988-1990       | FC Bulle                   | Ligue Nationale B | 63 matchs |      |
| 1990-1992       | FC Montreux-Sports         | Ligue Nationale B | 38 matchs |      |
| 1991-1992       | FC Montreux-Sports         | 1re ligue         | 26 matchs |      |
| 1992-1993       | FC Renens                  | 1re ligue         | 26 matchs |      |
| 1993-1994       | FC Locarno                 | Ligue Nationale B | 7 matchs  |      |
| 1994-1995       | FC Winterthur              | Ligue Nationale B | 42 matchs |      |
| 1995-jan 1998   | FC Renens                  | 1re ligue         | 69 matchs |      |
| jan 1998-1998   | Étoile Carouge FC          | Ligue Nationale A | 11 matchs |      |
| 1998-2000       | Étoile Carouge FC          | Ligue Nationale B | 63 matchs |      |
| 2000            | FC Epalinges               | 2e Ligue Inter    | 22 matchs |      |
| 2001-2003       | Yverdon-Sport FC           | Ligue Nationale B | 50 matchs |      |
| 2003-2004       | CS Chênois                 | 1re ligue         | 38 matchs |      |
| 2005-2007       | ES Malley                  | 1re ligue         | 37 matchs |      |
| mai 2007        | FC Sion                    | Super League      | 5 matchs  |      |
| 2007-avril 2009 | ES Malley                  | 1re ligue         | 61 matchs |      |
| oct. 2009-2010  | FC Le Mont                 | Challenge Ligue   | 20 matchs |      |